# Skála Metró
A Skála Metró nagyáruházat Budapest VI. kerületében, a Marx téren (ma: Nyugati tér) 1984. április 28-án adták át. Ez volt a Demján Sándor által alapított Skála-Coop szövetkezeti cégcsoport második legnagyobb áruháza az 1976-ban megnyitott Skála Budapest Nagyáruház után. Tervezője Kővári György Ybl-díjas építészmérnök volt. Az épület fő jellegzetessége a barna füstüveg borítású, tördelt, sokszögű elemekből álló homlokzat és előtte a hasonló alaprajzú, többszintű térkialakítás. Az egykor elegáns, felkapott áruház napjainkra megfakult, a piacon helyét kereső, zömmel másodvonalbeli termékeket kínáló kiskereskedelmi létesítménnyé devalválódott, akárcsak a Skála szövetkezet többi áruháza.

## Története
Az áruház építésére az 1992-ig Marx térnek nevezett Nyugati tér metróépítéshez kapcsolódó átrendezésének és modernizálásának részeként került sor, ekkor épült az aluljárórendszer, a metró (innen a név), és a közúti felüljáró is a Váci út és Bajcsy-Zsilinszky út közé. A tér és az áruház tervezése is Kővári György nevéhez fűződik, aki még az áruház átadása előtt elhunyt. Eredetileg egy kisebb élelmiszerboltot képzeltek el, amely egy másik, Dózsa György úti Skálával együtt üzemelt volna, de ez utóbbi végül nem épült meg, így bővült terjedelmes nagyáruházzá az épület, mely az elárusító terek mellett a felsőbb szinteken a MÁV irodáinak is helyet adott, hozzájuk külön bejárat tartozott. A szupermarket szintje 1500 m³ alapterületű, mely az aluljárószinten található, felette helyezkednek el a galériaszintek, amelyeket mozgólépcsők kötnek össze. Az áruházban széles kínálat várta a vásárlókat. Számos kurrens, a nyolcvanas években exkluzívnak számító terméket lehetett kapni, ruházati árukból éppúgy, mint például híradástechnikai eszközökből.
Az áruház a maga idejében világszínvonalúnak számító technológiával épült, a homlokzatrendszer kétrétegű: a belső vasbeton falazással és szalagablakokkal készült; ettől 60 centiméterre húzódik a külső héj hang- és fényszűrős, pontmegfogásos ragasztott üvegfala, amelyet acél vázszerkezet merevít. Másik sajátossága a teraszos kialakítás volt, felfelé egyre kisebb szabadtéri teraszok épültek, melyeket lépcsők kötöttek össze, itt vendéglátóipari egységek is üzemeltek, de ide érkezett a közúti felüljáró oldalán kiépült járda is, mely a Nyugati pályaudvar melletti autóbusz-végállomással teremtett kapcsolatot. Az áruház pinceszintje zárt vasbeton szerkezetes, a felsőbb szinteken többnyire 7×7 méteres raszterrel kialakított pillérsor adja a szerkezeti vázat. Az aluljárószinten került kialakításra a gépészeti tér. Az épületben nem kevesebb, mint tizenegy lift üzemel: három a földszint és a legfelső szint között, négy a pince és a második emelet között, három az utcaszint és a második emelet között, egy pedig az utca és a galériaszint között jár - a funkciók szintenkénti változásaihoz igazodva. A kazánház és a klímaberendezés a legfelső szintre került. Az épület hiányosságai közé tartozik, hogy rakodáshoz működik ugyan egy teherszállítási bejárat a Jókai utca felől, áruraktár azonban nem épült, helyette Óbudán volt egy bérelt áruraktár. A helytakarékosság jegyében a mozdonyfordítókhoz hasonló teherautó-fordító épült, a jó működéshez azonban a beszállítók pontos érkezése is kellett. Másik hiányosság volt, hogy nem épültek parkolóhelyek a vásárlók számára. Ezzel együtt is az áruház megközelítése és a tömegközlekedési kapcsolatai kiválóak, a megnyitását követően pedig a legjövedelmezőbbek közé tartozott: az átlagosan napi harmincezer fős vásárlótömeg mellett az étterem is komoly bevételre számíthatott, hiszen a kilencszáz áruházi dolgozó mellett nyolcszáz MÁV-alkalmazott is megfordult az épületben.
A Skála Metró hanyatlása a Kádár-korszakban virágzó nagyáruházakkal együtt, a rendszerváltás után a kilencvenes évek közepétől kezdődött, miután az évtized második felétől országszerte korszerűbb, nyugati stílusú bevásárlóközpontok és plázák épültek, ezek egyike éppen a szemben álló Nyugati pályaudvar mellé, a szintén Demján Sándorhoz köthető WestEnd City Center. Eközben az épület több tulajdonosváltáson is átesett. 1996-ban az áruházat némileg felújították, ekkor szüntették meg az utcaszint és a teraszok közti lépcsőket, valamint a felüljáró gyalogjárdájának kapcsolatát, de az épület állagromlása ezután is folyamatosan tetten érhető volt, az árukínálat elavulása mellett, melyeket különböző, főleg ázsiai bérlők kínáltak. A supermarket-részen előbb a Kaiser’s, majd a Spar létesített áruházat. Az épületben gyermekmegőrző játszóház és az azóta már megszűnt West-Balkán szórakozóhely is működött, ahol 2011-ben, egy tragikus balesetben három lány meghalt. A Nyugati tér 2015-es felújítása után a Skála Metrót is szeretnék jobban felújítani és korszerűsíteni, de ez egyelőre még várat magára.
2016 augusztusában a Skála Metró épületében nyílt meg a Decathlon 18. magyarországi sportáruháza és az első, amelyik a belvárosban található. A létesítmény sok új vásárlást segítő digitális eszközzel van felszerelve, egyúttal tesztáruházként is üzemel: minden új, még tesztelés alatt álló vásárlást segítő eszközzel itt ismerkedhetnek meg a vásárlók.
2018. szeptember 28-án a Drogerie Markt is üzletet nyitott az áruházban.